# ВанЛіер (Теннессі)
ВанЛіер (англ. VanLeer) — місто (англ. town) в США, в окрузі Діксон штату Теннессі. Населення — 374 особи (2020).

## Географія
ВанЛіер розташований за координатами 36°14′17″ пн. ш. 87°26′47″ зх. д. / 36.23806° пн. ш. 87.44639° зх. д. (36.238136, -87.446275).  За даними Бюро перепису населення США в 2010 році місто мало площу 1,68 км², уся площа — суходіл.

## Демографія
Згідно з переписом 2010 року, у місті мешкало 395 осіб у 144 домогосподарствах у складі 100 родин. Густота населення становила 235 осіб/км².  Було 170 помешкань (101/км²).
Расовий склад населення:
| - 99,5 % — білих |

До двох чи більше рас належало 0,5 %. Частка іспаномовних становила 0,5 % від усіх жителів.
За віковим діапазоном населення розподілялося таким чином: 26,3 % — особи молодші 18 років, 62,8 % — особи у віці 18—64 років, 10,9 % — особи у віці 65 років та старші. Медіана віку мешканця становила 39,6 року. На 100 осіб жіночої статі у місті припадало 106,8 чоловіків;  на 100 жінок у віці від 18 років та старших — 98,0 чоловіків також старших 18 років.
Середній дохід на одне домашнє господарство  становив 43 243 долари США (медіана — 35 000), а середній дохід на одну сім'ю — 55 266 доларів (медіана — 48 958). Медіана доходів становила 38 750 доларів для чоловіків та 26 667 доларів для жінок. За межею бідності перебувало 22,8 % осіб, у тому числі 32,4 % дітей у віці до 18 років та 9,6 % осіб у віці 65 років та старших.
Цивільне працевлаштоване населення становило 118 осіб. Основні галузі зайнятості: виробництво — 22,9 %, освіта, охорона здоров'я та соціальна допомога — 14,4 %, будівництво — 12,7 %.